# Divisões administrativas autônomas da Índia

Conselhos autônomos na Índia

Conselhos autônomos no Nordeste da Índia

O Sexto Programa da Constituição da Índia permite a formação de divisões administrativas autônomas que receberam autonomia dentro de seus respectivos estados. A maioria desses conselhos distritais autônomos estão localizados no Nordeste da Índia, mas dois estão em Ladakh, uma região administrada pela Índia como território de união. Atualmente, 10 conselhos autônomos em Assam, Meghalaya, Mizoram e Tripura são formados em virtude do Sexto Programa com os demais sendo formados em decorrência de outra legislação.

## Poderes e competências

### Poderes executivo e legislativo
De acordo com as disposições do Sexto Anexo da Constituição da Índia, os conselhos distritais autônomos podem fazer leis, regras e regulamentos nas seguintes áreas:
- Gestão de terras
- gestão florestal
- Recursos hídricos
- Agricultura e cultivo
- Formação de conselhos de aldeia
- Saúde pública
- Saneamento
- Policiamento ao nível da vila e da cidade
- Nomeação de chefes e chefes tradicionais
- Herança de propriedade
- Casamento e divórcio
- Roupas sociais
- Empréstimo e negociação de dinheiro
- Mineração e minerais

### Poderes judiciais
Os conselhos distritais autônomos têm poderes para formar tribunais para julgar casos em que ambas as partes são membros de Tribos Programadas e a pena máxima é inferior a 5 anos de prisão.

### Tributação e receita
Os conselhos distritais autônomos têm poderes para arrecadar impostos, taxas e pedágios; construção e terra, animais, veículos, barcos, entrada de mercadorias na área, estradas, balsas, pontes, emprego e renda e taxas gerais para a manutenção de escolas e estradas.

## Lista de divisões administrativas autônomas
Os conselhos distritais autônomos que operam de acordo com o Anexo Sexto da Constituição da Índia são mostrados em negrito.
| Estado/União Território | Conselho autônomo               | Quarteis      | Districts / Subdivisions                                                                       | Formação | Última eleição | Partido governante            | Chefe executivo       | Posição do Partido                              |
| ----------------------- | ------------------------------- | ------------- | ---------------------------------------------------------------------------------------------- | -------- | -------------- | ----------------------------- | --------------------- | ----------------------------------------------- |
| Assam                   | Bodoland                        | Kokrajhar     | Baksa, Chirang, Kokrajhar, Udalguri                                                            | 2003     | 2020           | BJP & UPPL & GSP              | Pramod Boro           | Total-40 UPPL-15 BJP-12 GSP-1 BPF-12.           |
| Assam                   | North Cachar Hills (Dima Hasao) | Haflong       | Dima Hasao                                                                                     | 1951     | 2019           | BJP                           | Debolal Gorlosa       | Total-28 BJP-26 INC-2                           |
| Assam                   | Karbi Anglong                   | Diphu         | Karbi Anglong, West Karbi Anglong                                                              | 1952     | 2017           | BJP                           | Tuliram Ronghang      | Total-26 BJP-24 KADF-2.                         |
| Assam                   | Tiwa                            | Morigaon      | Kamrup (Metro), Morigaon, Nagaon and Hojai                                                     | 1995     | 2020           | BJP                           | Jiban Chandra Konwar  | Total-36 BJP-33 AGP-2 INC-1.                    |
| Assam                   | Mising                          | Dhemaji       | Dhemaji                                                                                        | 1995     | 2019           | BJP & SGS                     | Ranoj Pegu            | Total-36 SGS+BJP-(29+5) IND-1.                  |
| Assam                   | Rabha Hasong                    | Dudhnoi       | Kamrup Rural, Goalpara                                                                         | 1995     | 2019           | BJP & RHJMC                   | Tankeswar Rabha       | Total-36 BJP+RHJMC-34 INC-1 AGP-1.              |
| Assam                   | Sonowal Kachari                 | Dibrugarh     |                                                                                                | 2005     | 2019           | BJP                           | Dipu ranjan Markari   | Total-26 BJP-20 INC-5 IND-1.                    |
| Assam                   | Thengal Kachari                 | Titabar       |                                                                                                | 2005     | 2016           | BJP                           | Kumud Ch Kachari      | Total-22 BJP-13 INC-4 AGP-3 IND-2.              |
| Assam                   | Deori                           | Narayanpur    | Lakhimpur                                                                                      | 2005     | 2016           | BJP                           | Madhav Deori          | Total-17 BJP-7 INC-2 AGP-1 IND-7.               |
| Assam                   | Moran                           | **            | Tinsukia district                                                                              | 2020     | Not yet        | **                            |                       |                                                 |
| Assam                   | Matak                           | **            |                                                                                                | 2020     | Not yet        | **                            |                       |                                                 |
| Assam                   | Bodo Kachari Welfare            | Simen Chapori |                                                                                                | 2020     | Not yet        | **                            | Mihiniswar Basumatary |                                                 |
| Assam                   | Kamatapur                       | **            |                                                                                                | 2020     | Not yet        | **                            | Hiteswar Barman       |                                                 |
| Ladakh                  | LAHDC Kargil                    | Kargil        | Kargil                                                                                         | 2003     | 2018           | JKNC & BJP                    | Feroz Ahmad           |                                                 |
| Ladakh                  | LAHDC Leh                       | Leh           | Leh                                                                                            | 1995     | 2020           | BJP                           | Tashi Gyalson         |                                                 |
| Manipur                 | Chandel                         | Chandel       |                                                                                                |          | 2015           |                               |                       |                                                 |
| Manipur                 | Churachandpur                   | Churachandpur |                                                                                                |          | 2015           |                               |                       |                                                 |
| Manipur                 | Sadar Hills                     | Kangpokpi     | Saikul, Saitu and Sadar Hills West subdivisions of Kangpokpi district                          |          | 2015           |                               |                       |                                                 |
| Manipur                 | Manipur North (Senapati)        | Senapati      |                                                                                                |          | 2015           |                               |                       |                                                 |
| Manipur                 | Tamenglong                      | Tamenglong    |                                                                                                |          | 2015           |                               |                       |                                                 |
| Manipur                 | Ukhrul                          | Ukhrul        |                                                                                                |          | 2015           |                               |                       |                                                 |
| Meghalaya               | Garo Hills                      | Tura          | East Garo Hills, West Garo Hills, South Garo Hills, North Garo Hills and South West Garo Hills | 1973     | 2021           | NPP & GNC & IND.              | Benedick R Marak      | Total-29 NPP-11 INC-12 BJP-2 GNC-1 IND-3        |
| Meghalaya               | Jaintia Hills                   | Jowai         | East Jaintia Hills, West Jaintia Hills                                                         | 1973     | 2019           | NPP & UDP                     | T Shiwat              | Total-29 NPP-12 UDP-10 INC-4 IND-3              |
| Meghalaya               | Khasi Hills                     | Shillong      | West Khasi Hills, East Khasi Hills and Ri Bhoi                                                 | 1973     | 2019           | UDP & NPP & HSPDP & PDF & IND | Titosstarwell Chyne   | Total-29 INC-10 NPP-7 UDP-6 HSPDP-2 PDF-1 IND-3 |
| Mizoram                 | Chakma                          | Kamalanagar   | Tuichawng subdivision                                                                          | 1972     | 2018           | MNF                           | Durjya Dhan Chakma    | Total-20 MNF-19 BJP-1                           |
| Mizoram                 | Lai                             | Lawngtlai     | Lawngtlai subdivision, Sangau subdivision                                                      | 1972     | 2020           | MNF                           | V. Zirsanga           | Total-25 MNF-20 BJP-1 INC-1 IND-3               |
| Mizoram                 | Mara                            | Siaha         | Siaha subdivision, Tipa subdivision                                                            | 1972     | 2017           | BJP                           | N Zakhai              | Total-25 BJP-19 INC-5 IND-1                     |
| Tripura                 | Tripura Tribal                  | Khumulwng     | West Tripura                                                                                   | 1982     | 2021           | TIPRA & INPT                  | Purna Chandra Jamatia |                                                 |
| West Bengal             | Gorkhaland                      | Darjeeling    | Darjeeling, Kurseong and Mirik subdivisions of Darjeeling district, Kalimpong district         | 2012     | 2012           | --                            | Anit Thapa            |                                                 |

## Áreas autônomas defato

### Ilha Sentinela do Norte
A Ilha Sentinela do Norte está situada na cadeia de ilhas das Ilhas Andaman e Nicobar, que é um território de união da Índia. É o lar do povo Sentinelês, que está entre alguns dos últimos povos isolados do mundo. Eles rejeitam qualquer contato com outras pessoas e estão entre as últimas pessoas a permanecer virtualmente intocadas pela civilização moderna. Nunca houve qualquer tratado com o povo da ilha nem qualquer registro de ocupação física.
O governo local (Ilhas Andaman e Nicobar) declarou que não tem intenção de interferir no estilo de vida ou habitat dos Sentineleses. Embora a ilha provavelmente tenha sofrido gravemente com os efeitos do tsunami de dezembro de 2004, a sobrevivência dos Sentinelese foi confirmada quando, alguns dias após o evento, um helicóptero do governo indiano observou vários deles, que atiraram flechas na aeronave pairando para repelir.
Embora isso não tenha sido feito com nenhum tratado formal, a política oficial de interferência mínima garantiu que eles tenham autonomia e soberania de fato sobre sua ilha sob a estrutura dos governos central e local.